# Брабазон, Уильям, 3-й граф Мит
Уильям Брабазон, 3-й граф Мит (англ. William Brabazon, 3rd Earl of Meath; ок. 1635 — март 1684) — англо-ирландский пэр. Он был известен как лорд Брабазон из Арди с 1665 по 1675 год.

## Биография
Родился около 1635 года. Старший сын Эдварда Брабазона, 2-го графа Мита (ок. 1610—1675), и Мэри Шамбре (? — 1685).
30 октября 1665 года Уильям Брабазон был вызван в ирландскую Палату лордов по ускоренному приказу как барон Арди.
В 1671—1684 годах — хранитель рукописей (Custos Rotulorum) графства Дублин.
В 1671 году он был помилован за убийство человека на дуэли. Он был капитаном конного полка сэра Артура Форбса в 1672 году. В 1674 году он стал членом Тайного совета Ирландии.
25 марта 1675 года после смерти своего отца Уильям Брабазон унаследовал титулы 3-го графа Мита (Пэрство Ирландии) и 4-го барона Арди из графстве Лаут (Пэрство Ирландии).
Уильям Брабазон был женат на достопочтенной Элизабет Леннард (? — 28 декабря 1701), дочери Фрэнсиса Леннарда, 14-го лорда Дакр (1619—1662), и Элизабет Бэйнинг. У супругов было две две дочери:
- Леди Элизабет Брабазон, 1-й муж с 1686 года сэр Филипс Кут; 2-й муж — достопочтенный Филип Берти, сын Роберта Берти, 3-го графа Линдси.
- Леди Кэтрин Брабазон, жена Альзонзо Вере.

Ему наследовал этот титул его младший брат Эдвард Брабазон, 4-й граф Мит.